# The Silver Tree
 (décembre 2022).
Si vous disposez d'ouvrages ou d'articles de référence ou si vous connaissez des sites web de qualité traitant du thème abordé ici, merci de compléter l'article en donnant les références utiles à sa vérifiabilité et en les liant à la section « Notes et références ».
Albums de Lisa Gerrard
Immortal Memory
(2004)
The Silver Tree est un album solo de Lisa Gerrard sorti en 2006.

## Pistes de l'album
1. In Exile – 06:04
2. Shadow Hunter – 02:04
3. Come Tenderness – 03:29
4. The Sea Whisperer – 04:26
5. Mirror Medusa – 04:50
6. Space Weaver – 07:21
7. Abwoon – 03:57
8. Serenity – 03:30
9. Towards the Tower – 10:22
10. Wandering Star – 02:33
11. Sword of the Samurai – 01:35
12. Devotion – 08:02
13. The Valley of the Moon – 03:25